# 福島県道241号下高久谷川瀬線
福島県道241号下高久谷川瀬線（ふくしまけんどう241ごう しもたかくやがわせせん）は、福島県いわき市にある一般県道である。

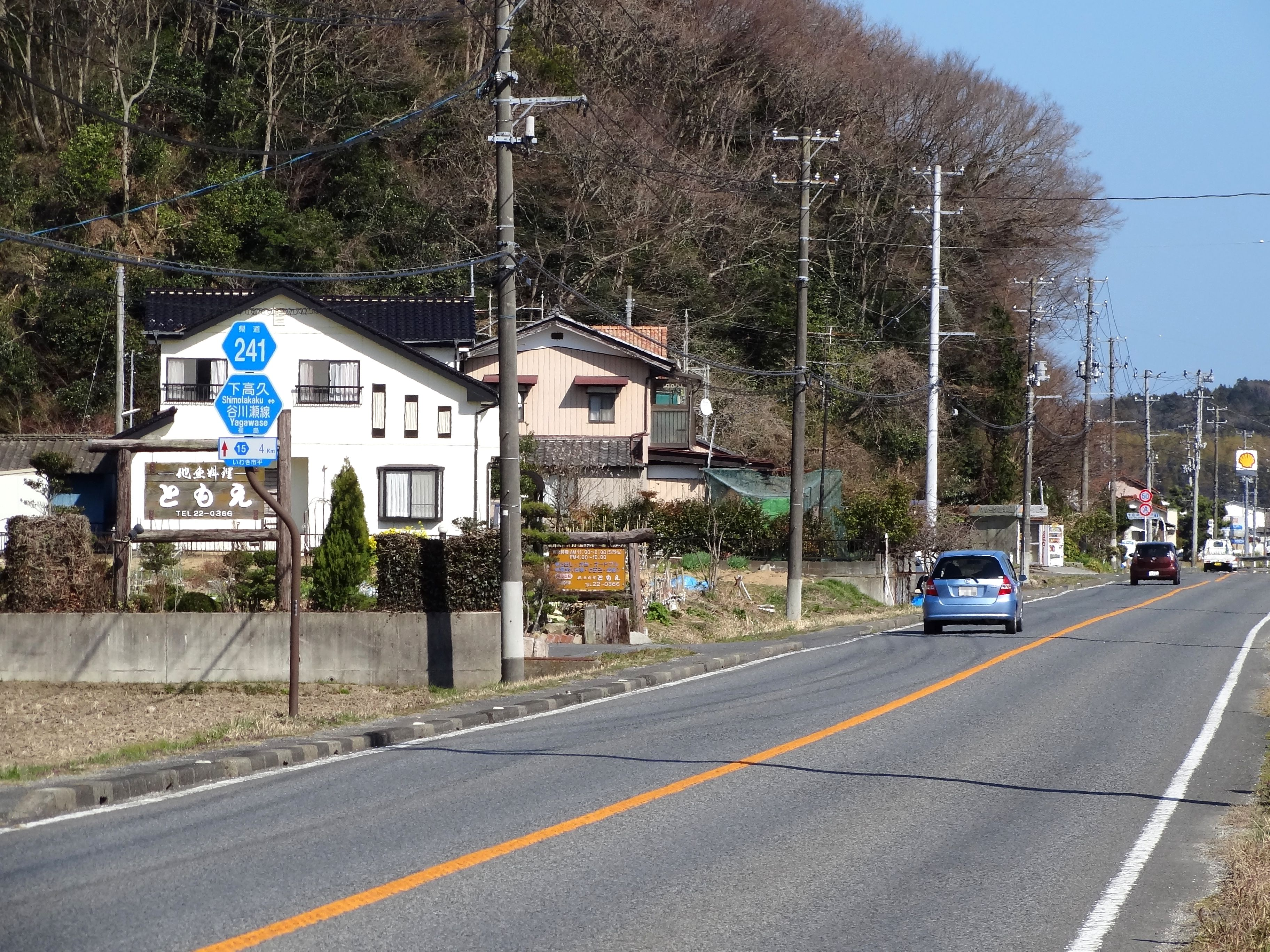
いわき市平中山付近

## 概要
- 起点：いわき市平下高久字北谷地
- 終点：いわき市平正内町
- 総延長：7.422 km[1]
  - 実延長：6.251 km
- 路線認定年月日：1959年8月31日[2]

海水浴場や観光地を要するいわき市平地区の沿岸部と、平中心市街地を東西に結ぶ路線である。路線名称上の終点は福島県道26号小名浜平線交差部の平谷川瀬であるが、実際の終点は路線重用の後に国道399号（旧国道6号）と交差する平正内町である。

### 重用区間
- 福島県道26号小名浜平線（いわき市平谷川瀬字泉町～同市平正内町　終点）

### 道路施設
高久橋
- 全長：56.2m
- 幅員：10.0m
- 竣工：1981年[3]

平下高久字滝前から字榎町、平上高久字高島を経て字鹿前、字高田に至り、二級水系滑津川を渡る。
神明橋
平上高久字塚田、字五反田から字武後に至り、二級水系滑津川を渡る。東側に神明神社が建立されており、新常磐交通神明橋バス停が設置されている。
三倉橋

## 通過する自治体
- 福島県
  - いわき市

## 接続路線
- 福島県道15号小名浜四倉線（平下高久字北谷地）
- 福島県道378号高久鹿島線（平上高久字花木町）
- 国道6号常磐バイパス（平中山字柿ノ目）
- 福島県道26号小名浜平線 小名浜方面（平谷川瀬字泉町）
- いわき市道内郷平線（平谷川瀬字双藤町）
- 福島県道229号甲塚古墳線（平三倉〈三倉交差点〉）
- 国道399号（平正内町〈正内町交差点〉終点）

## 沿線
- 高久郵便局
- いわき市立高久小学校
- JA福島さくら高久支店
- 神明神社
- いわき市立平第五小学校
- いわき幼稚園
- 八ツ坂郵便局
- ヨークタウン谷川瀬
- いわき市立平第三小学校
- 新川東緑地公園